# Idaea rufarenaria
Idaea rufarenaria là một loài bướm đêm trong họ Geometridae.